# لاس زدن (فیلم)
عشوه گری (انگلیسی: Flirting) فیلمی در ژانر رمانتیک به کارگردانی جان داگان است که در سال ۱۹۹۱ به نمایش درآمد. از بازیگران آن می‌توان به نوآ تیلور، تندی نیوتون، نیکول کیدمن و نائومی واتس اشاره کرد.

## چکیده داستان
در سال ۱۹۶۵ دنی، نوجوان عجیب و غریب ۱۷ ساله، به یک مدرسه شبانه روزی پسرانه در نیو ساوت ولز فرستاده می شود. تنها دوستش گيلبرت پس از یک مسابقه راگبی عاشق تندیو، دختر جوانی می شود که به یک کالج دخترانه در آن سوی دریاچه می رود.